# 達納島

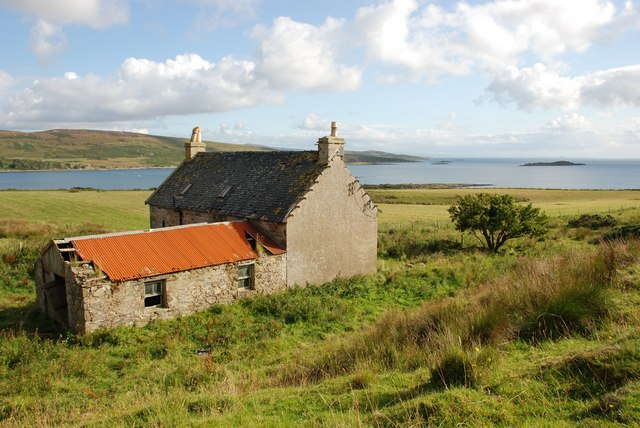

達納島是蘇格蘭的島嶼，位於大西洋海域，屬於內赫布里底群島的一部分，由阿蓋爾-比特負責管轄，面積3.15平方公里，最高點海拔高度54米，2001年人口僅5人。
55°56′41″N 5°41′27″W / 55.94472°N 5.69083°W